# Indogermanistik
Die indogermanische Sprachwissenschaft bzw. Indogermanistik (im nichtdeutschen Sprachraum überwiegend, im deutschen selten auch indoeuropäische Sprachwissenschaft oder Indoeuropäistik genannt; englisch: Indo-European Studies; französisch: études indo-européennes) erforscht mit historisch-vergleichenden Methoden Ursprung und Entwicklung der indogermanischen Sprachen (indoeuropäischen Sprachen; vgl. hierzu den Artikel Indogermanische Ursprache). Sie ist damit heute eine Teildisziplin der aus ihr erwachsenen (Historisch-)Vergleichenden Sprachwissenschaft, die auf viele andere Sprachen der Welt angewendet wird. Gleichwohl wird die Bezeichnung (Historisch-)Vergleichende Sprachwissenschaft heute auch noch oft synonym mit Indogermanistik verwendet. In der deutschen Hochschulpolitik ist die Indogermanistik als Kleines Fach eingestuft.

## Forschungsüberblick
Bereits 1647 stellte der niederländische Philologe und Gelehrte Marcus Zuerius van Boxhorn erstmals eine grundlegende Verwandtschaft zwischen einer Reihe von europäischen und asiatischen Sprachen fest; ursprünglich bezog er in diese Verwandtschaft die germanischen sowie die illyrisch-griechischen und italischen Sprachen einerseits und das Persische andererseits ein, später fügte er noch die slawischen, keltischen und baltischen Sprachen hinzu. Die gemeinsame Ursprache, von der all diese Sprachen abstammen sollten, bezeichnete van Boxhorn als „Skythisch“. Jedoch konnte sich van Boxhorn mit dieser Erkenntnis im 17. Jahrhundert noch nicht durchsetzen.
Die indogermanische Sprachwissenschaft entstand Anfang des 19. Jahrhunderts nach Entdeckung der indogermanischen Sprachverwandtschaft durch den Engländer William Jones, den Deutschen Franz Bopp, der den Begriff „Indogermanistik“ jedoch kategorisch ablehnte, und den Dänen Rasmus Rask.
Eine Schlüsselrolle spielten dabei das Bekanntwerden und die beginnende Erforschung des Sanskrits in Europa (u. a. durch William Jones, Friedrich von Schlegel und Wilhelm von Humboldt).
Als Begründer der Indogermanistik (und allgemeiner der vergleichenden Sprachwissenschaft) gilt Franz Bopp. Zwar hatten vor ihm schon William Jones und andere bemerkt, dass die Verwandtschaft zwischen Sanskrit, Griechisch, Lateinisch und einigen weiteren Sprachen kaum zufällig sein kann. Bopp war jedoch der erste, der in systematischer Weise diese Verwandtschaftsbeziehungen darstellte. Dabei beschränkte er sich nicht auf die Verwandtschaft von Wörtern (allgemein betrachtet), sondern er befasste sich vor allem mit den Verben und ihren Endungen. 1816 erschien Bopps bahnbrechende Arbeit Über das Conjugationssystem der Sanskritsprache in Vergleichung mit jenem der griechischen, lateinischen, persischen und germanischen Sprache. Daher gilt 1816 als Geburtsjahr der Indogermanistik.

### Rekonstruktionen und Lautgesetze
Mitte des 19. Jahrhunderts unternahm der Deutsche August Schleicher den Versuch der Rekonstruktion einer hypothetischen indogermanischen Ursprache und bildete einen der ersten Stammbäume zur Darstellung der angenommenen genetischen Verwandtschaft der Sprachen untereinander. Auf Schleicher geht die Konvention zurück, rekonstruierte Formen mit Sternchen zu versehen.
Mithilfe der Wellentheorie versuchte der deutsche Sprachwissenschaftler Johannes Schmidt die Sprachausbreitung besser zu erklären. Als weithin tragfähig hat sich Schleichers Vorstellung des „Stammbaums“ erwiesen, was sich nicht zuletzt aus vielen lexikostatistischen Näherungen ergibt.
Die anfänglichen Rekonstruktionen des „Urindogermanischen“ waren noch sehr vom Vorbild des (als besonders „rein“ und daher ursprünglich geltenden) Sanskrits und zugleich von großem Optimismus hinsichtlich der Historizität des Rekonstruktes geprägt, was sich besonders an der berühmten Fabel zeigt, die Schleicher im von ihm rekonstruierten „Urindogermanischen“ verfasst hat (u. a. einheitlicher a-Vokalismus wie im Indoarischen gegenüber dem dreifachen Vokalismus [e,a,o] der europäischen Sprachen).
In der zweiten Hälfte des 19. Jahrhunderts trat die neue Generation der sogenannten Junggrammatiker auf, die versuchten, die Rekonstruktionsbemühungen auf eine wissenschaftliche Grundlage zu stellen, und dazu das Postulat der Ausnahmslosigkeit der Lautgesetze aufstellten. Dieses besagt, dass Lautveränderungen streng regelmäßig auftreten und nur von der lautlichen Umgebung abhängen. Ausnahmen sind nur durch Analogie zu erklären, also durch Umbildung von Wortformen nach dem Verhältnismuster anderer Wortformen. Die junggrammatische Schule leistete eine beachtliche Detailarbeit und schuf damit wichtige Grundlagen für die weitere Forschung. Mit dem Grundriss der vergleichenden Grammatik der indogermanischen Sprachen des Deutschen Karl Brugmann wurde 1904 ein Kompendium des damaligen indogermanistischen Wissensstandes geschaffen, das in diesem Umfang nicht wieder erreicht wurde.

### Vereinheitlichung der Wurzelstruktur: die Laryngaltheorie
Bereits 1879 unternahm der Schweizer Ferdinand de Saussure in einer Schrift den Versuch einer Reinterpretation des urindogermanischen Lautsystems. Dies wurde zunächst nicht weiter verfolgt, spielte aber im 20. Jahrhundert in Form der sogenannten Laryngaltheorie eine bedeutende Rolle. Diese Theorie, deren Name auf Hermann Møller zurückgeht, war lange Zeit umstritten, gilt aber inzwischen als anerkannt.
Sie setzt für die indogermanische Ursprache (heute meist drei, mit *h₁, *h₂ und *h₃ bezeichnete) „Laryngale“ voraus, die in den anatolischen Sprachen (*h₂ ist in allen Stellungen, *h₃ im Anlaut erhalten) im Jahr 1927 nachgewiesen werden konnten. Es waren vermutlich im Rachenraum oder Kehlkopfbereich artikulierte Konsonanten (phonetisch: Pharyngale und Glottale, hauptsächlich Frikative), die heute u. a. an verschiedenen koartikulativ bedingten „Färbungen“ benachbarter Vokale erkennbar sind: h₁ als e-farbiger, h₂ als a-farbiger und h₃ als o-farbiger Laryngal. Durch den Ansatz von Laryngalen erhalten (fast) alle traditionell mit Vokal anlautenden Wurzeln einen Anlautskonsonanten; ferner wird der grundsprachliche Schwa-Laut (*-ə-) als Schwundstufe eines Langvokals interpretiert.

### Neustrukturierung des Phoneminventars im Verschlusslautbereich: die Glottaltheorie
Stark umstritten ist hingegen die sogenannte Glottaltheorie, deren Hauptvertreter der Georgier Tamaz Gamkrelidze, der (sowjetisch-)russische Sprachwissenschaftler Wjatscheslaw Iwanow und der Amerikaner Paul Hopper sind. Diese Theorie beinhaltet die Neuinterpretation der urindogermanischen Verschlusslautreihen unter Ansetzung einer glottalisierten Reihe, die die stimmhaften Plosive *b, *d, *g̑, *g und *gʷ durch die Glottale (gewöhnlich in dieser Notierung) *p', t', k̑', *k' und *k'ʷ ersetzt und im Bereich der beiden anderen Verschlusslautreihen geringfügige lautliche Änderungen vornimmt.

## Forschung und Lehre
Im deutschsprachigen Raum hat das Fach eine reiche Tradition und ist zurzeit an folgenden Universitäten vertreten:
- Philipps-Universität Marburg
- Ludwig-Maximilians-Universität München
- Universität Wien
- Julius-Maximilians-Universität Würzburg
- Universität Zürich
- Humboldt-Universität Berlin
- Universität Bern (innerhalb der Linguistik)
- Friedrich-Alexander-Universität Erlangen-Nürnberg
- Johann Wolfgang Goethe-Universität, Frankfurt am Main
- Georg-August-Universität Göttingen (innerhalb der Allgemeinen Sprachwissenschaft)
- Karl-Franzens-Universität Graz
- Martin-Luther-Universität Halle-Wittenberg
- Universität Innsbruck
- Friedrich-Schiller-Universität Jena
- Universität zu Köln

Darüber hinaus existieren indoeuropäische Lehreinrichtungen an 32 ausländischen Hochschulen (v. a. in Spanien, Italien, Japan und den USA).